# Крекінг-установка у Хуальпені
Крекінг-установка у Хуальпені — колишнє нафтохімічне виробництво біля чилійського міста Консепсьйон.
У 1970 році на майданчику нафтопереробного заводу в Хуальпені стала до ладу перша (та наразі єдина) чилійська установка парового крекінгу. Вона піддавала піролізу газовий бензин (76 %), бутан (16 %) і етан (8 %) та виробляла 45 тисяч тонн етилену на рік. Останній згодом використовувався на лінії поліетилену низької щільності компанії Dow Chemical.
У травні 2014 року застарілу установку низької потужності закрили через хронічну збитковість, разом з чим припинила діяльність і лінія полімеризації.